# August Blanche
För andra betydelser, se Blanche (olika betydelser).

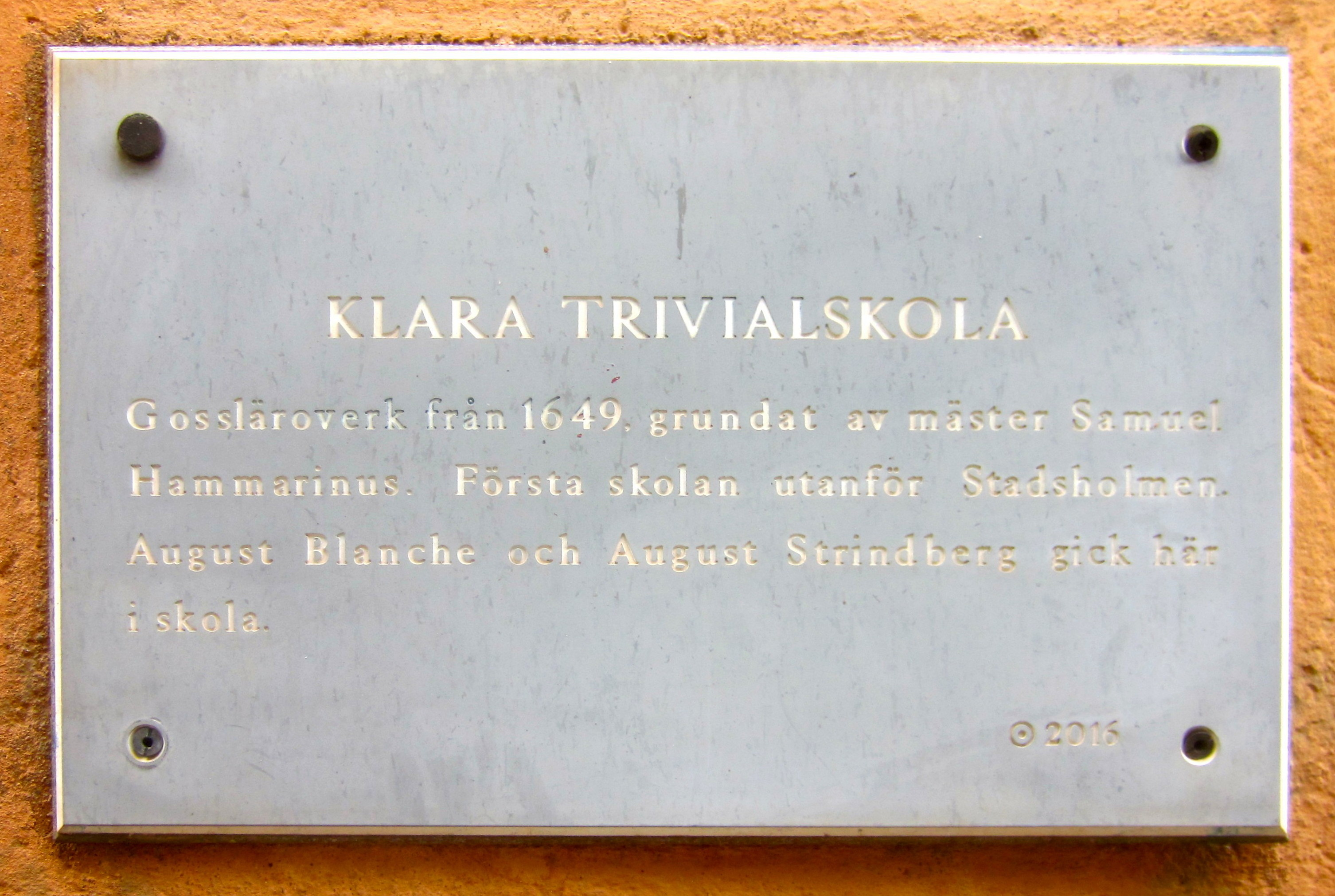
Plakett på väggen vid Klara trivialskola.

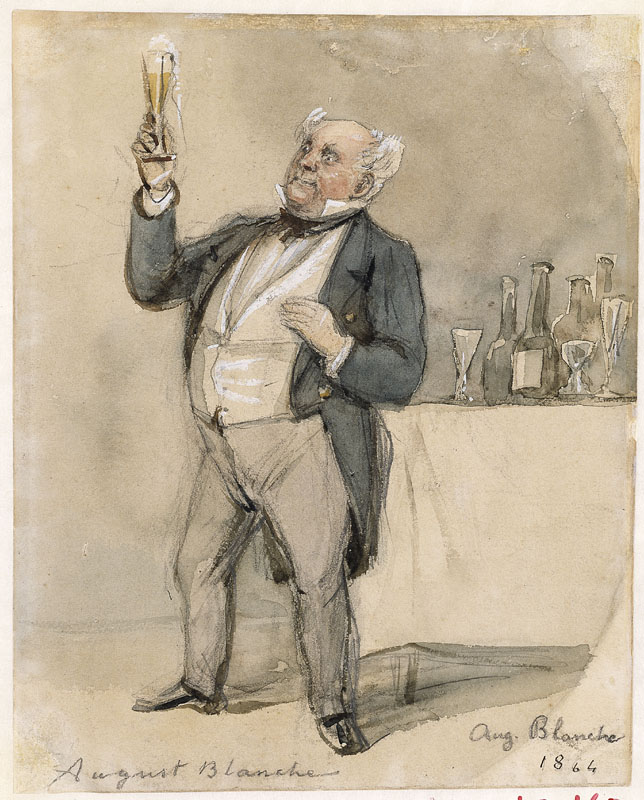
Akvarell av Fritz von Dardel 1864.

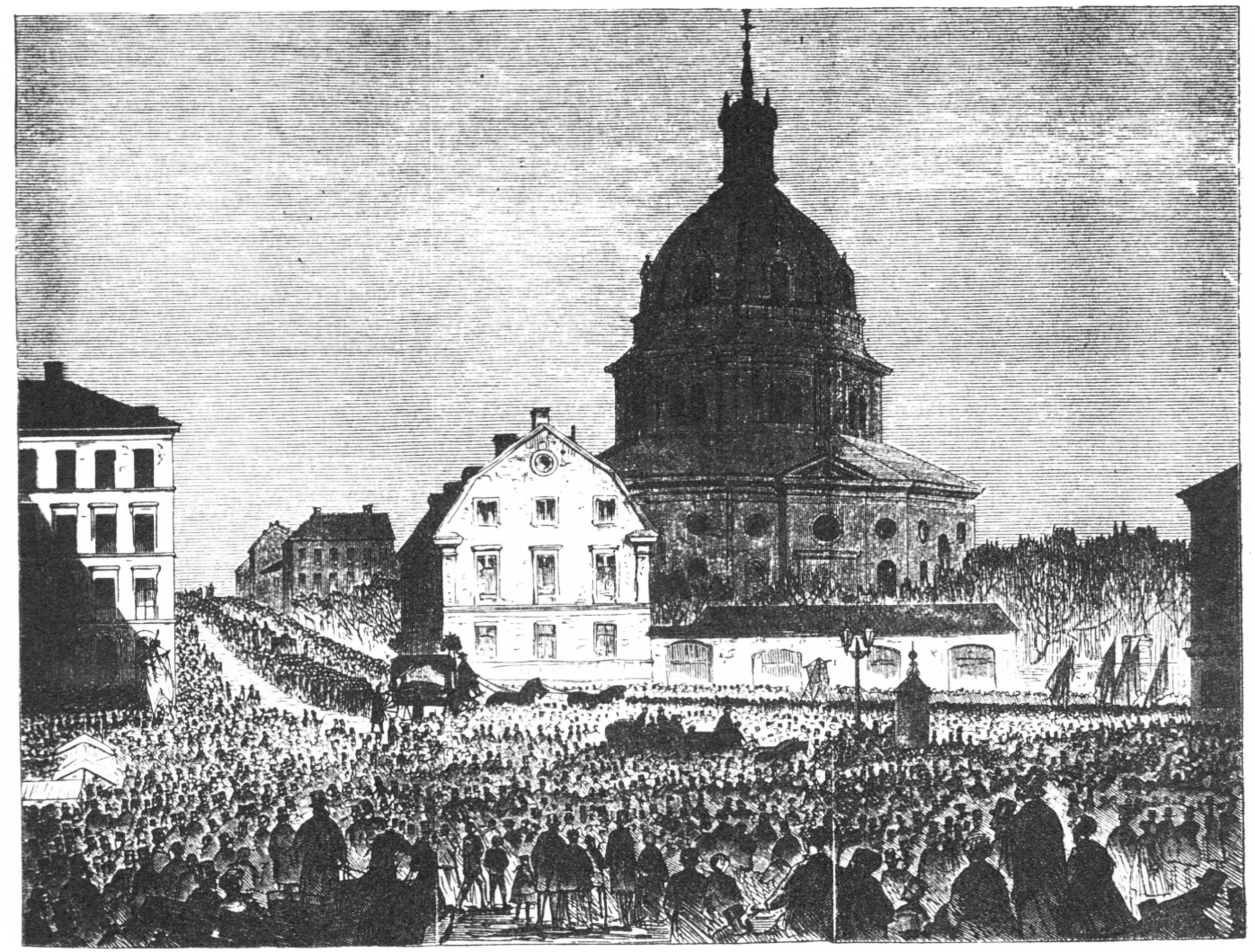
August Blanches likfärd 1868. Illustration utförd av Knut Ekwall.

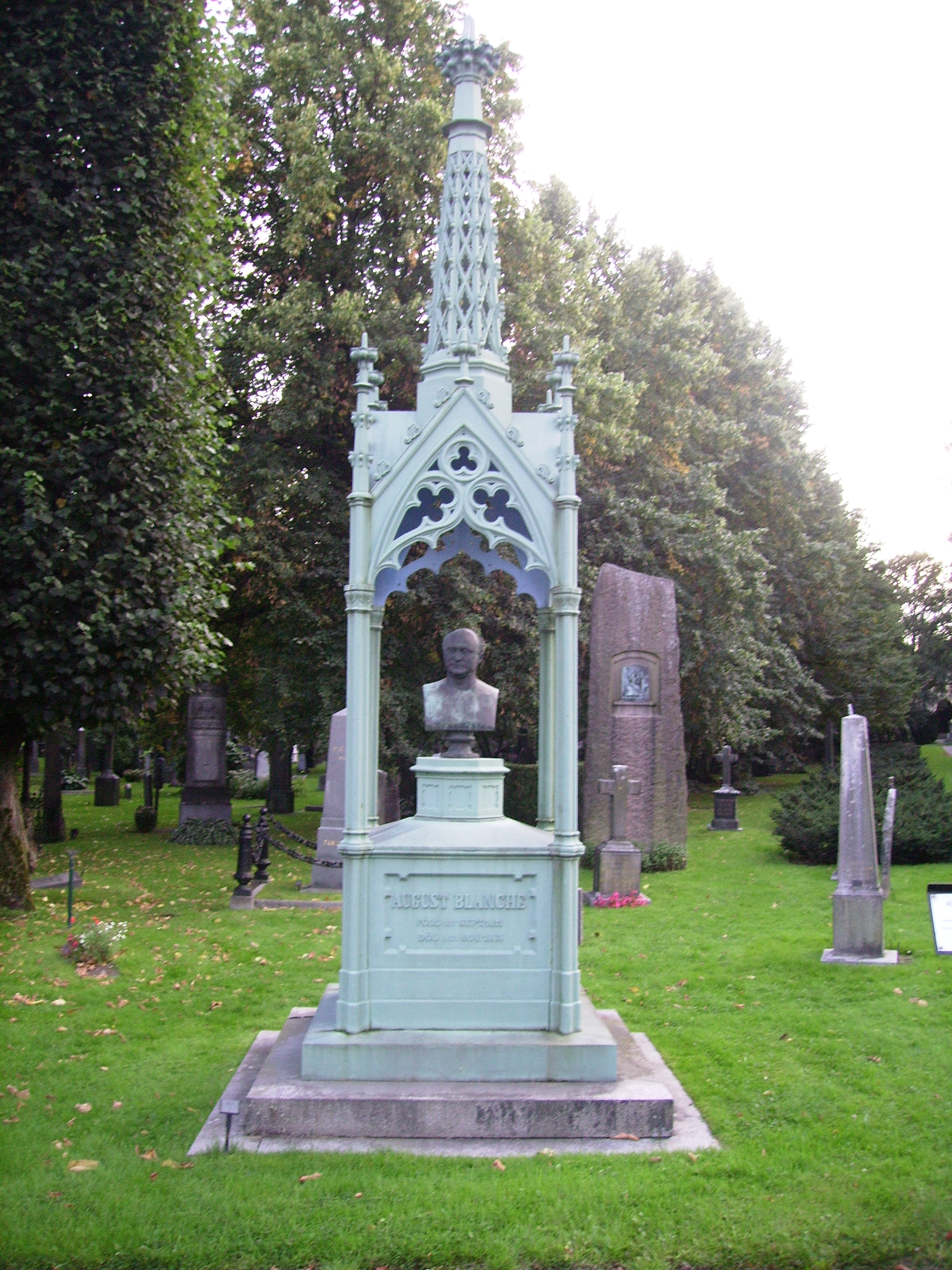
Gravvård på Norra begravningsplatsen i Stockholm.

August Theodor Blanche (uttal [blaŋʃ]), född 17 september 1811 i Stockholm, död 30 november 1868 i Hedvig Eleonora församling i Stockholm, var en svensk författare, dramatiker, journalist, politiker och publicist. Med åren blev han en mycket uppskattad författare och Stockholmsprofil, känd som "Stockholmslivets skildrare".

## Biografi

### Tidiga år
August Blanche föddes utom äktenskapet som son till skvadronspredikanten, senare kyrkoherden i Hedvig Eleonora församling, Mårten Christoffer Bergvall och tjänsteflickan Katarina Hedberg. Sedan modern gift sig med hovslagare Blanck, tog sonen sin styvfars namn i dess ursprungliga, vallonska form.

### Utbildning
Blanche genomgick Klara skola, var med i allehanda pojkstreck och i det dagliga kriget med pojkarna i Jakobs skola, slogs ibland vid Sista styverns trappor på Södermalm med sjömän och gatpojkar och drömde om ädla rövare och sagolika bragder. Minnena från skoltiden har han livligt berättat om i sina skrifter.
Vid Stockholms gymnasium fortsatte han studierna. Efter att ha blivit student vid Uppsala universitet 1829 – studierna bekostades av hans biologiske far – tog han juridisk-filosofisk examen 1832, och efter ett par års arbete i Stockholm och förnyade studier även juris utriusque kandidatexamen 1838.

### Författarskap och journalistik
Efter kortare tjänstgöring i ämbetsverken ägnade han sig uteslutande åt journalistik och skönlitterärt författarskap och inträdde i redaktionen för halvveckotidningen Freja, en liberal tidskrift, där han snart gjorde sig känd som en radikal och stridbar skribent. Fram till 1842 var han tidskriftens huvudredaktör, varefter han drog sig tillbaka från journalistiken.

#### Det-går-an-striden
Blanche blev mycket känd efter en omfattande och bitter polemik med Aftonbladet och dess medarbetare Carl Jonas Love Almqvist i den så kallade "Det-går-an-striden". Blanche hade i Freja kritiserat Almqvists novell Det går an och skrivit parodin Sara Widebeck (1840) baserad på Almqvists verk. Almqvist kontrade med att i en insändare ta upp Blanches oäkta börd, det så kallade "Almqvistska dådet". I förtäckta ordalag beskyllde Almqvist också hans far, dåvarande kyrkoherden Bergvall, för ocker. Så snart Blanche läst artikeln skrev han ett utmaningsbrev på duell till Almqvist. Strid på liv och död skulle han ha, "annars", sade han till en vän, "skall jag nog ta upprättelse själv". "Hur då?" – "Jo", sade Blanche, "jag skall spotta honom i synen."
Almqvist gick till Magnus Jacob Crusenstolpe och bad honom försöka medla. Men Blanche höll på att skymfen måste avtvås i blod. Och i Freja skrev han om sin fiende: "Vem är då denne? Är det en person ur den råaste, mest fördärvade hopen, om hederns och allmänna moralens bud okunnig? Nej, det är en man med överlägsen talang och bildning, en man, som varit förste lärare vid ett allmänt läroverk, en skriftställare, som vunnit en stor och i många avseenden välförtjänt författarära, en man, som därtill bekläder en prästmans dyrbara kall att tolka religionens sanningar och bland folket sprida sedelärans renaste föreskrifter."
Almqvist å sin sida fortsatte med sina nålsting. Så gick det drygt en månad. Men en kväll möttes de båda antagonisterna i Strömparterren. Blanche rusade mot Almqvist, drog honom bort till en avsides vrå och spottade honom i ansiktet. Almqvist vände sig om och gick utan att yttra ett ord. Blanche likaså. Det hela väckte en enorm skandal.

#### Litterära framgångar
Efter att ha lämnat Freja ägnade Blanche sig åt skönlitterär produktion. Från 1840-talet, efter att han fått överta sin biologiske fars malmgård ökade hans skönlitterära produktion enormt. Under en tidrymd av endast tio år författade eller bearbetade han inte mindre än 36 teaterpjäser och skrev romanerna Flickan i Stadsgården, Vålnaden, Banditen, Första älskarinnan, Sonen av Söder och Nord samt ett par större berättelser och flera mindre. Han skrev främst skådespel, sociala tendensromaner och senare de så populära folklivsskildringarna i stockholmsmiljö, till exempel Hyrkuskens berättelser och Berättelser efter klockaren i Danderyd. 1843 uppfördes hans skådespel Positivhataren på den 1842 grundade Nya teatern, ett lustspel med sång, och blev snabbt mycket populärt. Blanche ansågs ha återupplivat den svenska lustspelsdiktningen, som nästan helt legat nere sedan Gustav III:s dagar, och under de följande sju åren uppfördes inte mindre än 36 nyskrivna pjäser av Blanche på Stockholms teatrar.
Åtskilliga av hans pjäser är dock knappast mer än rena översättningar, i vilka han lagt in en del egna repliker och kupletter. En sådan pjäs är Herr Dardanell och hans upptåg på landet, som är av tyskt ursprung. Ett annat omtyckt lustspel är Hittebarnet, som bearbetats efter ett franskt original.
August Blanche är känd för sina skildringar av den dåtida "Stockholmstypen". Han lärde känna stockholmarna genom ständiga studier som flanör på Stockholms gator, i dess gränder, på malmarna och i omgivningarna.
Sannolikt var han sin tids mest spelade dramatiker i Sverige med bland annat det välkända lustspelet Ett resande teatersällskap (1848), som gjordes som TV-serie i Sveriges Television år 1972. Repliken "Fan skall vara teaterdirektör" ur denna pjäs har ofta citerats i teatersammanhang genom decennierna.
Blanche var 1857–1863 redaktör för Illustrerad Tidning, som under hans ledning blev ett populärt familjeblad. Han var särskilt en mästare i konsten att teckna levande och naturtrogna porträtt av sina samtida. Genom sina politiska satirer gjorde tidningen också en kraftig insats i den liberala pressagitationen.

### Politisk karriär
Blanche ägnade sig också åt politiken och var riksdagsman för borgarståndet i Stockholm vid riksdagarna 1859/60, 1862/63 och 1865/66 samt i andra kammaren för Stockholms stads valkrets för Lantmannapartiet 1867 och för Nyliberala partiet 1868. Han var en ivrig företrädare för representationsreformen.

### Privatliv
August Blanche förblev ogift. Han hade en gång i ett hastigt uppblossande känslorus friat till en kvinna och fått ja, men förlovningen bröts innan den hunnit leda till ett äktenskap. Blanche var då nära 40 år. Men vid den tiden var han verkligt kär i en annan kvinna, den unga sångerskan Mathilda Ebeling, vars lovande bana dock avbröts av en bröstsjukdom som inom kort ledde till hennes död.

### Död
Den 30 november 1868 dog August Blanche på apoteket Ugglan vid Drottninggatan. Det var samma dag som Johan Peter Molins staty av Karl XII i Kungsträdgården skulle avtäckas. Blanche var en av dem som ivrigast hade arbetat för att få statyn rest. Han hade på morgonen hälsat Uppsalastudenter välkomna till festligheterna och gick med dem i tåget Drottninggatan fram. Men utanför apoteket Ugglan kände han sig illamående och lämnade sin plats i ledet. Han vacklade in i apoteket, kastade sig på en soffa och sjönk efter en liten stund ihop medvetslös och avled.
Vid hans sista färd var oräkneliga människomassor i rörelse. En så allmän anslutning till ett begravningståg hade man aldrig bevittnat i Stockholm.
Blanche är begravd på Norra begravningsplatsen i Stockholm.

## Bibliografi

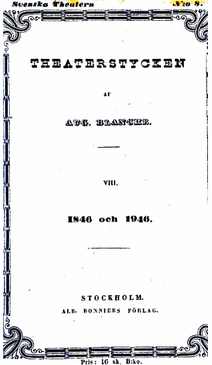
Titelblad till 1846 och 1946.

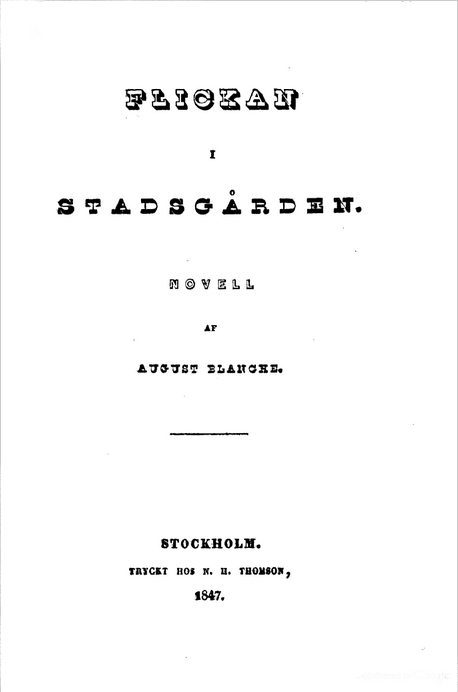
Titelblad till Flickan i stadsgården 1847.

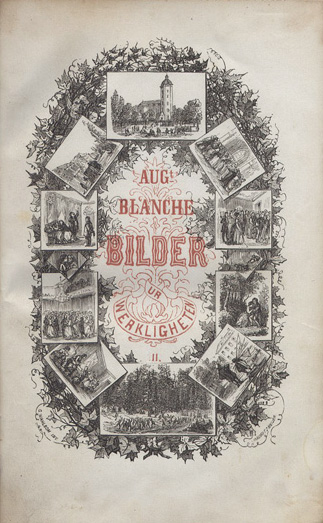
Titelblad till Bilder ur verkligheten 1863.

### Bonniers och Åhlén & Åkerlunds 25-öresböcker
- Järnbäraren och andra berättelser. Stockholm: Åhlén & Åkerlund. 1914. Libris 2223040. https://runeberg.org/blanjarn/
- Kalle Utter med flera berättelser. Albert Bonniers 25-öreböcker ; 2. Stockholm: Bonnier. 1912. Libris 1631729
- Klockaren i Danderyd : berättelser. Stockholm: Åhlén & Åkerlund. 1914. Libris 1631730
- Renskrivaren och andra berättelser. Stockholm: Åhlén & Åkerlund. 1914. Libris 1631731. https://runeberg.org/renskriva/
- Sjörövarens dotter och andra berättelser ur en prästmans anteckningar. Stockholm: Åhlén & Åkerlund. 1914. Libris 1631732
- Skomakarens dotter och andra berättelser. Stockholm: Åhlén & Åkerlund. 1915. Libris 1631733
- Smörblomman i Danderyd och andra berättelser. Albert Bonniers 25-öresböcker ; 15. Stockholm: Bonnier. 1912. Libris 1631734
- Tjuvjakten på Strömsborg och andra berättelser ur en prästmans anteckningar. Stockholm: Åhlén & Åkerlund. 1915. Libris 1631736
- Enda barnet och andra berättelser. Stockholm: Åhlén & Åkerlund. 1915. Libris 1631717

### Samlade skrifter och urval

#### Samlade arbeten. 1870–1877
- Samlade arbeten. Stockholm: Bonnier. 1870–1877. Libris 1850791
  - Serie 1. Romaner.
    -  Romaner, 1, Sonen af söder och nord, Del 1. 1870. Libris 1850792
    -  Romaner, 1, Sonen af söder och nord, Del 2. 1870. Libris 1850793
    -  Romaner, 2, Banditen. 1871. Libris 1850794
    -  Romaner, 3, Första älskarinnan. 1871. Libris 1850795
    -  Romaner, 4, Flickan i stadsgården. 1872. Libris 1850796
    -  Romaner, 5, Vålnaden. 1872. Libris 1850797

  - Serie 2. Teaterstycken.
    -  Teaterstycken, 1 (Ny samlad uppl). 1871. Libris 1850798 - Innehåll: Positivhataren; En trappa upp och på nedre botten, eller grosshandlaren och klädmäklaren; Magister Bläckstadius eller giftermåls-annonsen; Stockholm, Vesterås och Upsala; Läkaren; Rika morbror; En födelsedag på gäldstugan.
    -  Teaterstycken, 2 (Ny samlad uppl). 1871. Libris 1850799 - Innehåll: Engelbrekt och hans dalkarlar; 1846 och 1946; Jernbäraren; Herr Dardanell och hans upptåg på landet; Hittebarnet; Ett resande teatersällskap; Profbladet eller frihetens lön; Döden fadder; Den politiske kocken; Silfverbröllopet; Kröningsdagen; 1844–1845; Jenny eller ångbåtsfärden; Den gamle skådespelaren; Den gamla aktrisen; Grannarne.

  - Serie 3. Berättelser. Minnesbilder.
    -  Bilder ur verkligheten, Del 1. 1870. Libris 1850800
    -  Bilder ur verkligheten, Del 2. 1870. Libris 1850801
    -  Bilder ur verkligheten, Del 3. 1870. Libris 1850802
    -  Bilder ur verkligheten, Del 4. 1870. Libris 1850803
    -  Bilder ur verkligheten, Del 5. 1870. Libris 1850807
    -  Taflor och berättelser, Del 1. 1872. Libris 1850804
    -  Taflor och berättelser, Del 2. 1872. Libris 1850805
    -  Minnesbilder med författarens lefnadsteckning af Ad. Hedin. 1872. Libris 1850806. https://runeberg.org/abminnes/

  - Supplementband.
    -  Supplementband, 1, Taflor och berättelser, Del 3. 1877. Libris 908748
    -  Supplementband, 2, Smärre skrifter : poetiska försök ; strödda uppsatser ; tal och riksdagsanföranden. 1877. Libris 908762

#### Samlade arbeten. Andra upplagan. 1876–1878
- Serie 1: Romaner (5 delar, samma som i första upplagan.)
- Serie 2: Berättelser (Bilder ur verkligheten, 5 delar, och Taflor och berättelser, 2 delar)

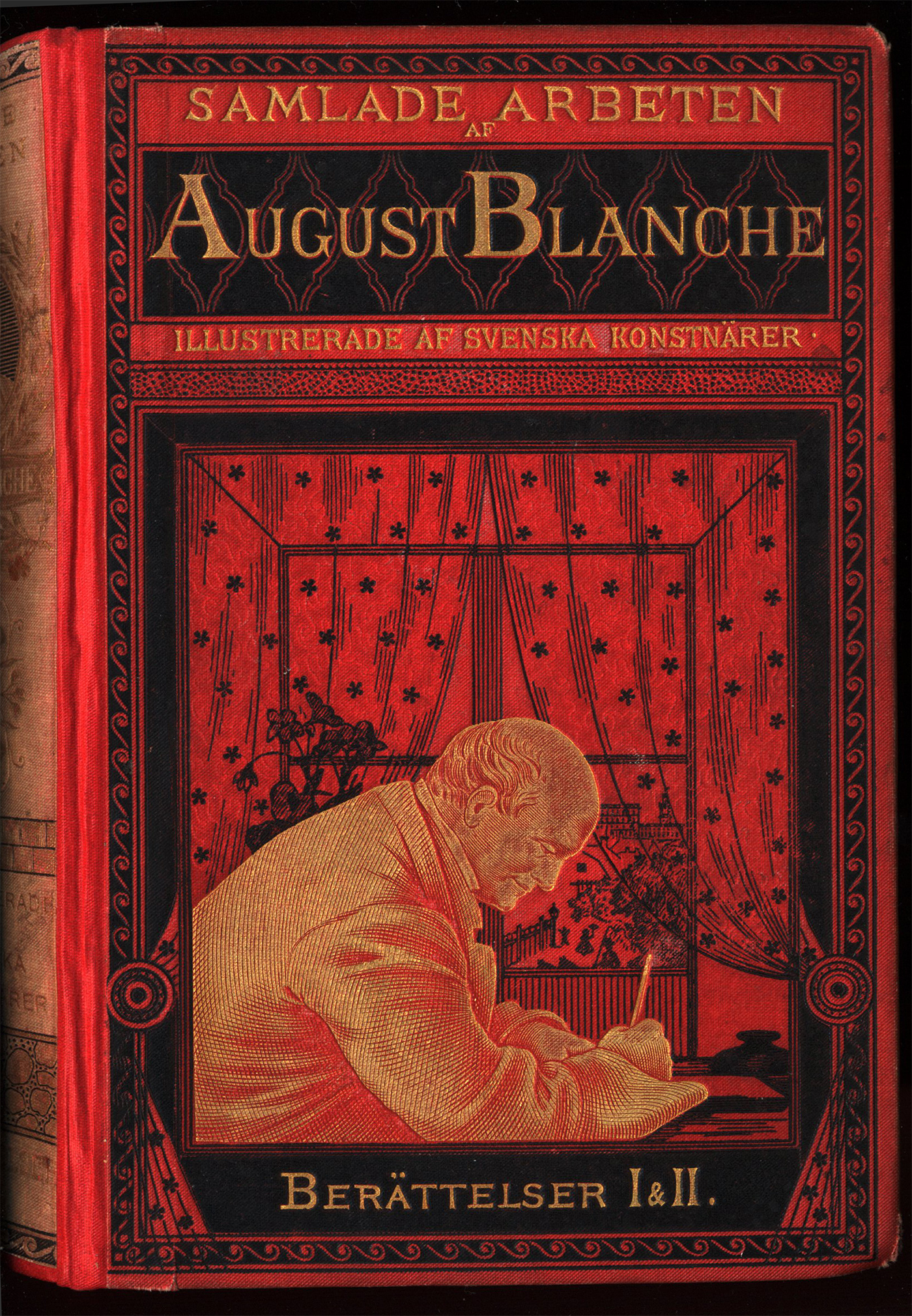
Samlade arbeten 1889–1892

#### Samlade arbeten. Ny upplaga, illustrerad av svenska konstnärer. 1889–1892
- Samlade arbeten (Ny uppl). Stockholm. 1889–1892. Libris 8207139. https://runeberg.org/blanchesam/ - 19 delar i 8 volymer.
- Serie 1. Berättelser
  -  Berättelser, 1, Bilder ur verkligheten, Del 1, Hyrkuskens berättelser. 1889. Libris 444855 - Illustrationer: Jenny Nyström och Georg Stoopendaal.
  -  Berättelser, 2, Bilder ur verkligheten, Del 2, En prestmans anteckningar. 1890. Libris 444856 - Illustrationer: Georg Pauli.
  -  Berättelser, 3, Bilder ur verkligheten, Del 3, En skådesplares äfventyr. 1890. Libris 444857 - Illustrationer: Jenny Nyström och Victor Andrén.
  -  Berättelser, 4, Bilder ur verkligheten, Del 4, Strödda anteckningar. 1890. Libris 444858 - Illustrationer: Nils Kreuger och Alf Wallander.
  -  Berättelser, 5, Bilder ur verkligheten, Del 5. 1890. Libris 444859 - Illustrationer: Georg Stoopendaal.
  -  Berättelser, 6, Taflor och berättelser, Del 1. 1890. Libris 444860 - Illustrationer: Alf Wallander.
  -  Berättelser, 7, Taflor och berättelser, Del 2. 1890. Libris 444861 - Illustrationer: Bruno Liljefors.
  -  Berättelser, 8, Taflor och berättelser, Del 3. 1890. Libris 444862 - Illustrationer: Jenny Nyström.
- Serie 2. Romaner
- Romaner, 1, Banditen. 1891. Libris 444871 - Illustrationer: Georg Stoopendaal.
- Romaner, 2, Första älskarinnan. 1891. Libris 444866 - Illustrationer: Jenny Nyström.
- Romaner, 3, Vålnaden. 1891. Libris 444869 - Illustrationer: Jenny Nyström.
- Romaner, 4, Sonen af Söder och Nord, 2. 1891. Libris 444868 - Illustrationer: Nils Kreuger.
- Romaner, 4, Sonen av Söder och Nord, 1. Stockholm. 1891. Libris 444867 - Illustrationer: Nils Kreuger.
- Romaner, 5, Flickan i Stadsgården. 1891. Libris 444865 - Illustrationer: Georg Pauli.
- Serie 3. Teaterstycken m.m.
- Teaterstycken, 1. 1892. Libris 444863 - Illustrationer: Jenny Nyström. - Innehåll: Positivhalaren; En trappa upp och på nedre botten, eller grosshandlaren och klädmäklaren; Magister Bläckstadius eller giftermåls-annonsen; Stockholm, Vesterås och Upsala; Läkaren; Rika morbror; En födelsedag på gäldstugan.
- Teaterstycken, 2. 1892. Libris 444864 - Illustrationer: Jenny Nyström. - Innehåll: Engelbrekt och hans dalkarlar; 1846 och 1946; Jernbäraren; Herr Dardanell och hans upptåg på landet; Hittebarnet; Ett resande teatersällskap; Profbladet eller frihetens lön; Döden fadder; Den politiske kocken; Silfverbröllopet; Kröningsdagen; 1844–1845; Jenny eller ångbåtsfärden; Den gamle skådespelaren; Den gamla aktrisen; Grannarne.
- Minnesbilder, [1]. 1892. Libris 8207140 - Innehåller författarens nekrologer.
- Minnesbilder, [2]. 1892. Libris 444854
- Smärre skrifter : poetiska försök, strödda uppsatser, tal och riksdagsanföranden. 1892. Libris 444872
- August Blanche och hans samtid / af Nils Erdmann ; med talrika porträtt och teckningar. 1892. Libris 404134

#### Valda skrifter med färgbilder av Einar Nerman
- Valda skrifter med färgbilder av Einar Nerman. Stockholm: Bonnier. 1918–1922. Libris 675102
  -  Del 1, Hyrkuskens berättelser. 1918. Libris 675113
  -  Del 2, En prästmans anteckningar. 1922. Libris 675104
  -  Del 3, En skådespelares äventyr. 1922. Libris 675105
  -  Del 4, Strödda anteckningar. 1922. Libris 675106
  -  Del 5, Klockaren i Danderyd och andra berättelser. 1922. Libris 675107
  -  Del 6, Sonen av söder och nord : romantisk skildring från revolutionen i Paris 1848 Del 1. 1922. Libris 675108
  -  Del 7, Sonen av söder och nord : romantisk skildring från revolutionen i Paris 1848 Del 2. 1922. Libris 675109
  -  Del 8, Flickan i stadsgården. 1922. Libris 675110
  -  Del 9, Första älskarinnan : romantiserad skildring. 1922. Libris 675111
  -  Del 10, Teater. 1922. Libris 675112

#### Valda arbeten. 1927
- [Valda arbeten]. Stockholm: B. Wahlström. 1927. Libris 1588576 - 10 delar i 5 band.

#### Urval
- Bilder ur Stockholmslivet / i urval och med förord och noter av Thomas Tottie. Stockholm: Rabén & Sjögren. 1961. Libris 1551056
- Ur Hyrkuskens berättelser, En prästmans anteckningar, En skådespelares äventyr, Strödda anteckningar / i urval av Nils P. Sundgren. Svalans svenska klassiker, 99-0134162-0 Bokklubben Svalan, 99-0120395-3. Stockholm: Bonnier. 1961. Libris 495000
- Blanche, August (2010). Lars Blom och andra felande deckarlänkar : [dolda noveller och glömda pärlor]. Zen Zats klassikerserie. Trelleborg: Zen Zat. Libris 11910379. ISBN 9789197613019